# Горан Живковић
Горан Живковић Жика је био београдски музички продуцент и студијски сниматељ (тонац).
Познат је по свом раду са најзначајнијим српским бендовима деведесетих година (Бјесови, Блок аут, Del Arno Band, Казна за уши, Канда Коџа и Небојша, Пресинг, Јарболи, Дарквуд Даб, Ништа али логопеди и др.); може се слободно рећи да је био кључна особа за звук тадашње домаће рок сцене. Највише је радио у музичком студију Академија.
Умро је у Земуну, 24. октобра 2008. од последица можданог удара.